# HK Celje
Le HK Celje (Hokejski Klub Celje) est un club de hockey sur glace de Celje en Slovénie.

## Historique
Depuis 2000, il n'a plus d'équipe senior engagée dans le championnat local mais le club possède des équipes dans les catégories de jeunes.

## Palmarès
- Aucun titre.